# یوکابد
یوکابِد (عبری:יוֹכֶבֶד (یُکِبِد) به معنی یَهُوَه جلال اوست) همسر عَمْرام و مادر هارون، موسی و میریام است. یوکابد خواهر قاهث پدر عمرام و عمه‌ی شوهرش بود. یوکابد دختر لاوی بن یعقوب و ملشه است، که وقتی لاوی شصت و چهار سال داشت، زاده شد.پس از تولد موسی، یوکابد سه ماه به او شیر داد و آنگاه او را در زنبیل قرار داده به رود نیل سپرد.
در قرآن، نام مادر موسی ذکر نشده‌است؛ در قرآن آمده‌است که خدا به مادر موسی الهام کرد که پسرش را به آب بسپارد و به او آگاهی داد که خدا فرزندش را به سوی او بازمی‌گرداند و او را از پیامبران قرار خواهد داد. نام یوکابد در برخی روایات و تفاسیر اسلامی آمده‌است.

## در رسانه
توسط مریلا زارعی در فیلم سینمایی محصول سال ۱۴۰۳، موسی کلیم‌الله: به وقت طلوع، به کارگردانی ابراهیم حاتمی‌کیا به تصویر کشیده شد.